# ファロファ・カリオカ
ファロファ・カリオカ（葡: Farofa Carioca）は、ブラジルのサンバ・ファンク・グループ。1995年にリオデジャネイロで結成された。リオデジャネイロ州立大学で演劇グループの音楽監督をしていたガブリエル・モウラ、その生徒だったセウ・ジョルジ、その学友でフランス出身のベルトラン・ドゥーサンを中心に、さまざまな人種、年齢のメンバーが集まり、サンタ・テレーザ地区で活動を始めた。

## ディスコグラフィー

### アルバム
- Moro no Brasil  (1998) ポリグラム CD
- Tubo de Ensaio (2008) Independente cd